# Енгелберт IV (Зигхардинги)
Енгелберт IV (на немски: Engelbert IV, * ок. 990, † 15 март 1040) от рода на Зигхардингите, е от 1027 г. граф в Норитал и Пустертал, също фогт на Бриксен и Залцбург.

## Биография
Той е син на граф Енгелберт III фон Химгау († 1020) и Адала Баварска († сл. 1020), дъщеря на пфалцграф Хартвиг I от Бавария и съпругата му Вихбурга Баварска, или на Адала, дъщеря на граф Мегинхард от Мангфал.
През 1027 г. брат му Хартвиг, епископ на Бриксен (от 1022 до 1039), му дава управлението на Графство Норитал и Пустертал. От 1028 г. Енгелберт е фогт на Бриксен и от 1035 на Залцбург.
Енгелберт умира на 15 март 1040 г. Графството му в Норитал отива отново обратно на манастир Бриксен. Фогтая в Залцбург той е преписал на племенникът си граф Енгелберт V в Химгау. Собственостите в Пустертал, Лавантал и Горна Бавария остават при дъщеря му наследничка Рихгард. Тя се омъжва през 1045 г. за рейнския франк Зигфрид I от род Спанхайми. Той поема богатите собствености и веднага се нарича на тях.

## Фамилия
Енгелберт се жени за Лиутгард († 1066/1077), дъщеря вер. на Вериганд граф на Истрия-Фриули. Те имата децата:
- Рихгард (* 1030, † 1072), наследничка, ∞ 1045 г. за Зигфрид I († 1065), граф на Спанхайм, маркграф на Унгарската марка и гау-граф в Пустертал и Лавантал
- Вилибирг († ок. 1060), ∞ Арибо II († 1102), пфалцграф на Бавария
- Лиутгард, ∞ Арибо II († 1102), пфалцграф на Бавария
- Енгелберт VI († 1090), граф в Пустертал, фогт на Залцбург
  - Рихгард († 1138), ∞ ?Гебхард, граф на Дийсен
- Мегинхард († ok. 1090), граф в Пустертал (графове на Горица), прародител на Майнхардините